# 金甘蔗影展
金甘蔗影展（英語：Golden Sugarcane Film Festival）為台灣第一個「現地拍攝、現地後製、現地影展」的影展，2006年於高雄縣橋頭鄉（今高雄市橋頭區）舉辦第一屆，到2020年為止，目前該影展辦到第十五屆。

## 歷史沿革
金甘蔗影展由文史工作者蔣耀賢、編劇柯淑卿發起創辦，2006年第一屆在高雄縣橋頭鄉（今高雄市橋頭區）橋仔頭糖廠藝術村舉辦。2007年第二屆開始，影展確定在每年農曆過年前舉辦；約莫是學校寒假期間，每年1月份左右。
創獎起因是源於橋仔頭糖廠文化資產保存與藝術村的發展結果，是全世界首創「現地拍攝、現地後製、現地影展」的新類型影展，強調「100%的自由、100%的甜」為宗旨。
該影展歷年歷屆成績亮眼，每年現地創作20支短片，不僅促使地方居民亦紛紛對金甘蔗影展活動與宗旨表示贊同與支持，並以實質參與行動支持。金甘蔗影展創辦時主辦單位為高雄縣橋仔頭文史協會；而第四屆金甘蔗影展之後，2009年，臺灣金甘蔗影展協進會正式成立、擔任金甘蔗影展主辦單位至今，主要以持續舉辦歷屆金甘蔗影展為目標。
2010年高雄縣市合併，第七屆金甘蔗影展移地至大林蒲舉辦，開始移地影展的形態，以「每年關心一個地方」為概念。第八屆在高雄市美濃區舉辦，第九屆在屏東縣林邊鄉舉辦。2015年第十屆金甘蔗影展回到橋仔頭糖廠，並成立「甘蔗共和國」。2019年第十四屆金甘蔗影展首次到台北市寶藏巖藝術村舉辦。
2020年適逢中華民國總統選舉，金甘蔗影展以全台灣為現地，並延長現地時間為14天，主題為「台灣總統」。

## 採取方法
此影展不同於一般採用以電影映演為主影展，採取以徵案方式為主，邀請影像團隊在一週的時間內於橋頭糖廠拍出一部短片。金甘蔗影展將會負擔團隊一週內所有食宿，並於該影展結束前一天進行評審。每屆影展約有15個團隊通過初選，最終頒發首獎一名，首獎獎金新台幣十萬元。

## 歷屆地點
- 高雄縣橋頭鄉橋頭糖廠（2006年至2011年）
- 高雄市小港區大林蒲（2012年）
- 高雄市美濃區（2013年）
- 屏東縣林邊鄉三山國王廟（2014年）
- 高雄市橋頭區興糖國小（2015年）
- 屏東縣潮州鎮潮州高中（2016年）
- 屏東縣琉球鄉（2017年）
- 高雄市橋頭區橋頭糖廠（2018年）
- 臺北市中正區寶藏巖（2019年）

## 外部連結
- 金甘蔗影展-甘蔗共和國 FB （页面存档备份，存于）
- 金甘蔗影展部落格 （页面存档备份，存于）